# Fort Myers
Fort Myers is een stad in Florida, met ruim 61.400 inwoners (2005). De stad werd gesticht in 1886.

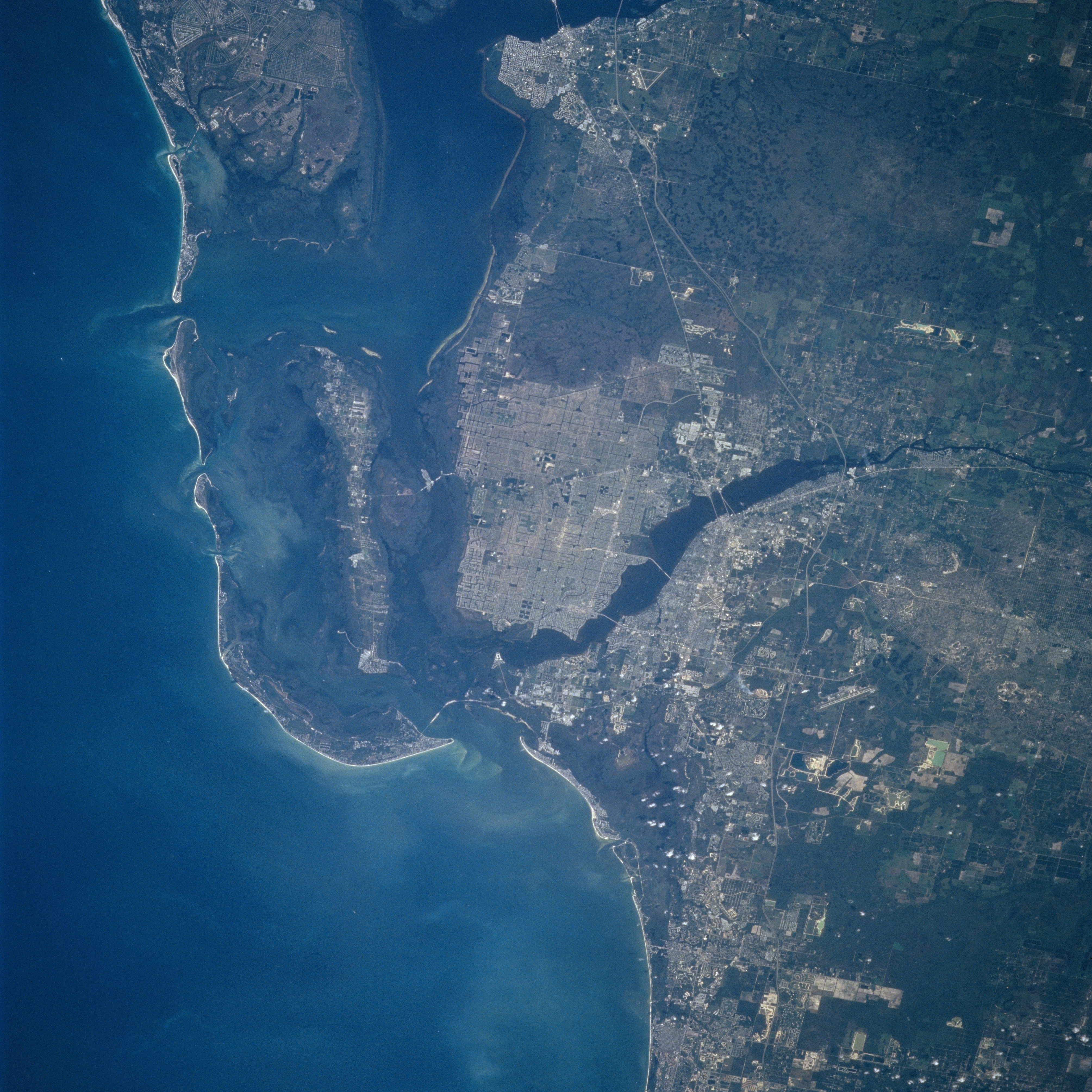
Fort Myers en Cape Coral vanuit de lucht

## Geboren
- Tim Scott McConnell (1958), gitarist en singer-songwriter
- Mindy McCready (1975-2013), countryzangeres
- Elissa Steamer (1975), skateboarder
- Caitlin Farrell (1987), voetbalster